# Lista episoadelor din Pokémon
Această listă conține o enumerare a episoadelor Pokémon.
Episoadele care nu au număr au fost difuzate doar în Japonia și nu au fost traduse în engleză, însă se pot găsi cu subtitrări.

## Pokémon: The Original (Seria 1)

### Sezon 1: Indigo League
| Nr. | Titlu (engleză)                          | Titlu (română)                              |
| --- | ---------------------------------------- | ------------------------------------------- |
| 1   | Pokémon I Choose You!                    | Pokémon Te Aleg Pe Tine!                    |
| 2   | Pokémon Emergency!                       | Urgență Pokémon!                            |
| 3   | Ash Catches A Pokémon                    | Ash Prinde un Pokémon                       |
| 4   | Challenge of the Samurai                 | Provocarea Samuraiului                      |
| 5   | Showdown In Pewter City                  | Confruntare În Orașul Pewter                |
| 6   | Clefairy And The Moon Stone              | Clefairy Și Piatra Lunii                    |
| 7   | The Water Flowers Of Cerulean City       | Florile Apei Din Orașul Cerulean            |
| 8   | The Path to the Pokémon League           | Drumul Către Liga Pokémon                   |
| 9   | The School of Hard Knocks                | Școala Pokémon                              |
| 10  | Bulbasaur and the Hidden Village         | Bulbasaur Și Satul Ascuns                   |
| 11  | Charmander - The Stray Pokémon           | Charmander - Pokémon-ul Rătăcit             |
| 12  | Here Comes The Squirtle Squad            | Feriți-vă De Echipa Squirtle                |
| 13  | Mystery At The Lighthouse                | Mister La Far                               |
| 14  | Electric Shock Showdown                  | Confruntare Șocantă                         |
| 15  | Battle Aboard The St. Anne               | Bătălie La Bordul St. Anne                  |
| 16  | Pokémon Shipwreck                        | Epava Pokémon                               |
| 17  | Island of the Giant Pokémon              | Insula Pokémon-ilor Giganți                 |
| -   | Beauty and the Beach                     | Frumoasa Și ... Plaja                       |
| 18  | Tentacool & Tentacruel                   | Tentacool Și Tentacruel                     |
| 19  | The Ghost of Maiden's Peak               | Fantoma Fecioarei De Pe Stâncă              |
| 20  | Bye Bye Butterfree                       | La Revedere Butterfree!                     |
| 21  | Genie Boulevard and the Psychic Showdown | Bulevardul Geniului Și Confruntarea Psihică |
| 22  | The Tower of Terror                      | Turnul Terorii                              |
| 23  | Haunter Versus Kadabra                   | Haunter Versus Kadabra                      |
| 24  | Primeape Goes Bananas                    | Primeape Vrea Banane                        |
| 25  | Pokémon Scent-sation!                    | Senzația Aromelor Pokémon                   |
| 26  | Hypno's Naptime                          | Ora De Somn A Lui Hypno                     |
| 27  | Pokémon Fashion Flash                    | Moda Pokémon                                |
| 28  | The Punchy Pokémon                       | Pokémon-ul Luptător                         |
| 29  | Sparks Fly For Magnemite                 | Scânteile Zboară Pentru Magnemite           |
| 30  | Dig Those Diglett                        | Scăpați De Diglett                          |
| 31  | The Ninja Poké-Showdown                  | Confruntarea Poké-ninja                     |
| 32  | The Flame Pokémon-athon!                 | Flacăra Maratonului Pokémon                 |
| 33  | The Kangaskhan Kid                       | Copilul-Kangaskhan                          |
| -   | The Legend of Dratini                    | Legenda Lui Dratini                         |
| 34  | The Bridge Bike Gang                     | Gașca Bicicliștilor De Pe Pod               |
| 35  | Ditto's Mysterious Mansion               | Casa Misterioasă A Lui Ditto                |
| -   | Electric Soldier Porygon                 | Soldatul Electric Porygon                   |
| 36  | Pikachu's Goodbye                        | Pikachu Își Ia Rămas Bun                    |
| 37  | The Battling Eevee Brothers              | Frații Luptători Eevee                      |
| 38  | Wake Up Snorlax!                         | Trezește-te Snorlax!                        |
| 39  | Showdown At Dark City                    | Confruntare În Orașul Întunecat             |
| 40  | The March Of The Exeggutor Squad         | Marșul Echipei Exeggutor                    |
| 41  | The Problem with Paras                   | Problema Cu Paras                           |
| 42  | The Song Of Jigglypuff                   | Cântecul Lui Jigglypuff                     |
| 43  | Attack of the Prehistoric Pokémon        | Atacul Pokémon-ului Preistoric              |
| 44  | A Chansey Operation                      | O Operațiune Chansey                        |
| 45  | Holy Matrimony!                          | Sfinte Matrimoniale                         |
| 46  | So Near, Yet So Farfetch'd               | Atât De Aproape, Atât De Farfetch'd         |
| 47  | Who Gets to Keep Togepi?                 | Cine Îl Păstrează Pe Togepi                 |
| 48  | Bulbasaur's Mysterious Garden            | Grădina Misterioasă A Lui Bulbasaur         |
| 49  | The Case of the K-9 Caper!               | Cazul K-9                                   |
| 50  | Pokémon Paparazzi                        | Paparazzi Pokémon                           |
| 51  | The Ultimate Test                        | Testul Suprem                               |
| 52  | The Breeding Center Secret               | Secretul Centrului De Creștere              |

### Sezon 2: The Adventures in the Orange Islands
| Nr. | Titlu (engleză)                   | Titlu (română)                     |
| --- | --------------------------------- | ---------------------------------- |
| 53  | Princess Versus Princess          | Prințesă Versus Prințesă           |
| 54  | The Purr-fect Hero                | Eroul Perfect                      |
| 55  | Riddle Me This                    | Ghicește Asta                      |
| 56  | Volcanic Panic                    | Panică Vulcanică                   |
| 57  | Beach Blank-Out Blastoise         | Blastoise-ul De Pe Plajă           |
| 58  | The Misty Mermaid                 | Fecioara Misty                     |
| 59  | Clefairy Tales                    | Povești Cu Clefairy                |
| 60  | The Battle Of The Badge           | Bătălia Pentru Insignă             |
| 61  | It's Mr. Mime Time                | E Timpul Lui Mr.Mime               |
| 62  | Holiday Hi-Jynx                   | Sărbătoarea Cu Jynx                |
| 63  | Snow Way Out                      | Calea Înzăpezită Către Afară       |
| 64  | Showdown at the Po-Ké Corral      | Confruntare La Coralii Poké        |
| 65  | The Evolution Solution            | Soluție La Evoluție                |
| 66  | The Pi-Kahuna                     | Pi-Kahuna                          |
| 67  | Make Room for Gloom               | Faceți Loc Pentru Gloom            |
| 68  | Lights, Camera, Quack-tion!       | Lumină, Cameră, Acțiune            |
| 69  | Go West Young Meowth              | Către Vest Tinere Meowth           |
| 70  | To Master The Onix-pected         | Stăpânirea Onix-ului               |
| 71  | The Ancient Puzzle Of Pokémopolis | Puzzle-ul Antic Al Pokémopolisului |
| 72  | Bad To The Bone                   | Rău Până La Os                     |
| 73  | All Fired Up!                     | Toți Sunt Aprinși                  |
| 74  | Round One - Begin!                | Runda Întâi - Începeți!            |
| 75  | Fire And Ice                      | Foc Și Gheață                      |
| 76  | The Fourth Round Rumble           | A Patra Rundă                      |
| 77  | A Friend In Deed                  | Un Prieten Adevărat                |
| 78  | Friend And Foe Alike              | Prieten Și Dușman                  |
| 79  | Friends To The End                | Prieteni Până La Sfârșit           |
| 80  | Pallet Party Panic                | Panică La Petrecerea Din Pallet    |
| 81  | A Scare in the Air                | O Sperietură În Aer                |
| 82  | Pokéball Peril                    | Pierirea Poké-mingilor             |
| 83  | The Lost Lapras                   | Lapras-ul Pierdut                  |
| 84  | Fit To Be Tide                    | La Fix Pentru Ce Trebuie           |
| 85  | Pikachu Re-Volts                  | Pikachu Se Reîncarcă               |
| 86  | The Crystal Onix                  | Onix-ul De Cristal                 |
| 87  | In The Pink                       | În Roz                             |
| 88  | Shell Shock                       | Șocul                              |
| 89  | Stage Fight                       | Luptă De Scenă                     |
| 90  | Bye Bye Psyduck                   | La Revedere Psyduck                |
| 91  | The Joy Of Pokémon                | Bucuria Pokémon-ilor               |
| 92  | Navel Maneuvers                   | Manevre Nautice                    |
| 93  | Snack Attack                      | Atac Pe Furiș                      |
| 94  | A Shipful Of Shivers              | Țăndări                            |
| 95  | Meowth Rules!                     | Meowth Conduce                     |
| 96  | Tracey Gets Bugged                | Tracey E Bug-uit                   |
| 97  | A Way Off Day Off                 | La O Zi Distanță                   |
| 98  | The Mandarin Island Miss-match    | Meciul De Pe Insula Mandarin       |
| 99  | Wherefore Art Thou, Pokémon?      | Unde sunteți, Pokémon?             |
| 100 | Get Along, Little Pokémon         | Vino Cu Noi, Micule Pokémon        |
| 101 | The Mystery Menace                | Amenințarea Misterioasă            |
| 102 | Misty Meets Her Match             | Misty Își Întâlnește Provocarea    |
| 103 | Bound For Trouble                 | Întotdeauna Pericol                |
| 104 | Charizard Chills                  | Charizard Se Liniștește            |

### Sezon 3: The Johto Journeys
| Nr. | Titlu (engleză)               | Titlu (română)                      |
| --- | ----------------------------- | ----------------------------------- |
| 105 | The Pokémon Water War         | Războiul Pokémon-ilor De Apă        |
| 106 | Pokémon Food Fight            | Lupta Pentru Mâncare Pokémon        |
| 107 | Pokémon Double Trouble        | Pericol Dublu Pokémon               |
| 108 | The Wacky Watcher             | Observatorul Măcăit                 |
| 109 | The Stun Spore Detour         | Deturul Prafului Paralizant         |
| 110 | Hello Pummelo                 | Bună Pummelo                        |
| 111 | Enter The Dragonite           | Intră În Scena Dragonite            |
| 112 | Viva Las Lapras               | Trăiască Lapras                     |
| 113 | The Underground Round Up      | O Rundă Sub Pământ                  |
| 114 | A Tents Situation             | O Situație Despre Corturi           |
| 115 | The Rivalry Revival           | Învierea Rivalității                |
| 116 | Don't Touch That 'Dile        | Nu Atinge Acel 'Dile                |
| 117 | The Double Trouble Header     | Pericol Dublu                       |
| 118 | A Sappy Ending                | Un Final Fericit                    |
| 119 | Roll On, Pokémon!             | Înainte, Pokémon                    |
| 120 | Illusion Confusion            | Confuzia Iluziilor                  |
| 121 | Flower Power                  | Puterea Florilor                    |
| 122 | Spinarak Attack               | Spinarak Atacă                      |
| 123 | Snubbull Snobbery             | Snubbull...                         |
| 124 | The Little Big Horn           | Micul Mare Corn                     |
| 125 | The Chikorita Rescue          | Salvarea Lui Chikorita              |
| 126 | Once In A Blue Moon           | Odată În Luna Albastră              |
| 127 | The Whistle Stop              | Oprirea La Fluier                   |
| 128 | Ignorance Is Blissey          | Ignoranța E Blissey                 |
| 129 | A Bout With Sprout            | Despre Sprout                       |
| 130 | Fighting Flyer with Fire      | Lupta Contra Zburătorului Cu Foc    |
| 131 | For Cryin' Out Loud!          | Pentru Plânsul Tare                 |
| 132 | Tanks A Lot                   | Mersi Mult!                         |
| 133 | Charizard's Burning Ambitions | Ambițiile Arzânde Ale Lui Charizard |
| 134 | Grin to Win!                  | Făcut Pentru A Câștiga              |
| 135 | Chikorita's Big Upset         | Marea Supărare A Lui Chikorita      |
| 136 | Foul Weather Friends          | Prieteni Indiferent De Vreme        |
| 137 | The Superhero Secret          | Secretul Supereroului               |
| 138 | Mild 'N Wooly                 | Moale Și Lânos                      |
| 139 | Wired For Battle              | Firul Pentru Bătălie                |
| 140 | Good 'Quil Hunting            | Vânătoarea De 'Quil                 |
| 141 | A Shadow of a Drought         | Umbra Unui Drought                  |
| 142 | Goin' Apricorn                | Du-te Apricorn!                     |
| 143 | Gettin' The Bugs Out          | Scoțând Gândacii                    |
| 144 | A Farfetch'd Tale             | O Poveste Farfetch'd                |
| 145 | Tricks of the Trade           | Trucurile Schimburilor              |
| 146 | The Fire-ring Squad           | Brigada Focului-Inel                |
| 147 | No Big Woop                   | Nici Un Woop Mare                   |
| 148 | Tunnel Vision                 | Viziunea Tunelului                  |
| 149 | Hour of the Houndour          | Ora Lui Houndour                    |
| 150 | The Totodile Duel             | Duelul Totodile                     |
| 151 | Hot Matches!                  | Meciuri Fierbinți                   |
| 152 | Love, Totodile Style          | Iubirea...Stilul Totodile           |
| 153 | Fowl Play                     | Joacă de copii                      |
| 154 | Forest Grumps                 | Așchii de pădure                    |
| 155 | The Psychic Sidekicks!        | Lovituri Psihice                    |
| 156 | The Fortune Hunters           | Vânătorii De Noroc                  |

### Sezon 4: Johto League Champions
| Nr. | Titlu (engleză)             |
| --- | --------------------------- |
| 157 | A Goldenrod Opportunity     |
| 158 | A Dairy Tale Ending         |
| 159 | Air Time                    |
| 160 | The Bug Stops Here          |
| 161 | Type Casting                |
| 162 | Fossil Fools                |
| 163 | Carrying On                 |
| 164 | Hassle in the Castle        |
| 165 | Two Hits and a Miss         |
| 166 | A Hot Water Battle          |
| 167 | Hook, Line, and Stinker     |
| 168 | Beauty and the Breeder      |
| 169 | A Better Pill to Swallow    |
| 170 | Power Play                  |
| 171 | Mountain Time               |
| 172 | Wobbu-Palooza               |
| 173 | Imitation Confrontation     |
| 174 | The Trouble With Snubbull   |
| 175 | Ariados Amigos              |
| 176 | Wings 'N' Things            |
| 177 | The Grass Route             |
| 178 | The Apple Corp              |
| 179 | Houndoom's Special Delivery |
| 180 | A Ghost of a Chance         |
| 181 | From Ghost To Ghost         |
| 182 | Trouble's Brewing           |
| 183 | All That Glitters!          |
| 184 | The Light Fantastic         |
| 185 | UnBEARable                  |
| 186 | Moving Pictures             |
| 187 | Spring Fever                |
| 188 | Freeze Frame                |
| 189 | The Stolen Stones!          |
| 190 | The Dunsparce Deception     |
| 191 | The Wayward Wobbuffet       |
| 192 | Sick Daze                   |
| 193 | Ring Masters                |
| 194 | The Poké-Spokes Person      |
| 195 | Control Freak!              |
| 196 | The Art Of Pokémon          |
| 197 | The Heartbreak of Brock     |
| 198 | Current Events              |
| 199 | Turning Over A New Bayleef  |
| 200 | Doin' What Comes Natu-rally |
| 201 | The Big Balloon Blow-Up     |
| 202 | The Screen Actor's Guilt    |
| 203 | Right On, Rhydon!           |
| 204 | The Kecleon Caper           |
| 205 | The Joy of Water Pokémon    |
| 206 | Got Miltank?                |
| 207 | Fight For The Light         |
| 208 | Machoke, Machoke Man!       |

### Sezon 5: Master Quest
| Nr. | Titlu                              |
| --- | ---------------------------------- |
| 209 | Around The Whirlpool               |
| 210 | Fly Me To The Moon                 |
| 211 | [Takin' It On the Chinchou         |
| 212 | A Corsola Caper!                   |
| 213 | Mantine Overboard!                 |
| 214 | Octillery The Outcast              |
| 215 | Dueling Heroes                     |
| 216 | The Perfect Match!                 |
| 217 | Plant it Now... Diglett Later      |
| 218 | Hi Ho Silver... Away!              |
| 219 | The Mystery is History             |
| 220 | A Parent Trapped!                  |
| 221 | A Promise is a Promise             |
| 222 | Throwing in the Noctowl            |
| 223 | Nerves of Steelix!                 |
| 224 | Bulbasaur... the Ambassador!       |
| 225 | Espeon, Not Included               |
| 226 | For Ho-Oh The Bells Toll!          |
| 227 | Extreme Pokémon!                   |
| 228 | An EGG-sighting Adventure!         |
| 229 | Hatching A Plan                    |
| 230 | Dues and Don'ts                    |
| 231 | Just Waiting On a Friend           |
| 232 | A Tyrogue Full of Trouble          |
| 233 | Xatu the Future                    |
| 234 | Talkin' 'Bout an Evolution         |
| 235 | Rage of Innocence                  |
| 236 | As Cold as Pryce                   |
| 237 | Nice Pryce, Baby!]                 |
| 238 | Whichever Way the Wind Blows       |
| 239 | Some Like It Hot!                  |
| 240 | Hocus Pokémon                      |
| 241 | As Clear as Crystal                |
| 242 | Same Old Song and Dance            |
| 243 | Enlighten Up!                      |
| 244 | Will the Real Oak Please Stand Up? |
| 245 | Wish Upon a Star Shape             |
| 246 | Outrageous Fortunes                |
| 247 | One Trick Phoney!                  |
| 248 | I Politoed Ya So!                  |
| -   | The Ice Cave!                      |
| 249 | Beauty is Skin Deep                |
| 250 | Fangs for Nothin'                  |
| 251 | Great Bowls of Fire!               |
| 252 | Better Eight Than Never            |
| 253 | Why? Wynaut!                       |
| 254 | Just Add Water                     |
| 255 | Lapras of Luxury                   |
| 256 | Hatch Me if You Can                |
| 257 | Entei at Your Own Risk             |
| 258 | A Crowning Achievement             |
| 259 | Here's Lookin' At You Elekid!      |
| 260 | You're a Star, Larvitar!           |

### Sezon 6: Advanced
| Nr. | Titlu                           |                           |
| --- | ------------------------------- | ------------------------- |
| 261 | Address Unown!                  |                           |
| 262 | Mother of All Battles           |                           |
| 263 | Pop Goes the Sneasel            |                           |
| 264 | A Claim to Flame!               |                           |
| 265 | Love, Pokémon Style             |                           |
| 266 | Tie One On!                     |                           |
| 267 | The Ties that Bind              |                           |
| 268 | Can't Beat the Heat!            |                           |
| 269 | Playing With Fire               |                           |
| 270 | Johto Photo Finish              |                           |
| 271 | Gotta Catch Ya Later!           |                           |
| 272 | Hoenn Alone!                    |                           |
| 273 | Get the Show on the Road        |                           |
| 274 | A Ruin with a View              |                           |
| 275 | There's No Place Like Hoenn     | Nicaieri nu-i ca in Hoenn |
| 276 | You Never Can Taillow           |                           |
| 277 | In the Knicker of Time!         |                           |
| 278 | A Poached Ego!                  |                           |
| 279 | Tree's a Crowd                  |                           |
| 280 | A Tail with a Twist             |                           |
| 281 | Taming of the Shroomish         |                           |
| 282 | You Said a Mouthful             |                           |
| 283 | A Bite to Remember              |                           |
| 284 | The Lotad Lowdown               |                           |
| 285 | All Things Bright and Beautifly |                           |
| 286 | All in a Day's Wurmple          |                           |
| 287 | Gonna Rule the School!          |                           |
| 288 | Winner By a Nosepass            |                           |
| 289 | Stairway to Devon               |                           |
| 290 | On a Wingull and a Prayer       |                           |
| 291 | Sharpedo Attack!                |                           |
| 292 | Brave The Wave                  |                           |
| 293 | Which Wurmple's Which?          |                           |
| 294 | A Hole Lotta Trouble            |                           |
| 295 | Gone Corphishin'                |                           |
| 296 | A Corphish Out of Water         |                           |
| 297 | A Mudkip Mission                |                           |
| 298 | Turning Over A Nuzleaf          |                           |
| 299 | A Three Team Scheme             |                           |
| 300 | Seeing is Believing             |                           |
| 301 | Ready, Willing and Sableye      |                           |
| 302 | A Meditite Fight                |                           |
| 303 | Just One of The Geysers         |                           |
| 304 | Abandon Ship!                   |                           |
| 305 | Now That's Flower Power         |                           |
| 306 | Having A Wailord Of A Time      |                           |
| 307 | Win, Lose or Drew!              |                           |
| 308 | The Spheal of Approval          |                           |
| 309 | Jump for Joy!                   |                           |
| 310 | A Different Kind of Misty!      |                           |
| 311 | A Poké-BLOCK Party              |                           |
| 312 | Watt's With Wattson?            |                           |

## Pokémon: Advanced Generation (Seria 2)

### Sezon 7: Advanced Challenge
| Nr. | Titlu                             |
| --- | --------------------------------- |
| 313 | What You Seed is What You Get     |
| 314 | Love at First Flight              |
| 315 | Let Bagons Be Bagons              |
| 316 | The Princess and the Togepi       |
| 317 | A Togepi Mirage!                  |
| 318 | Candid Camerupt!                  |
| 319 | I Feel Skitty!                    |
| 320 | Zigzag Zangoose                   |
| 321 | Maxxed Out!                       |
| 322 | Pros and Con Artists              |
| 323 | Come What May!                    |
| 324 | Cheer Pressure                    |
| 325 | Game Winning Assist               |
| 326 | Fight for the Meteorit            |
| 327 | Poetry Commotion!                 |
| 328 | Going, Going, Yawn                |
| 329 | Going for a Spinda                |
| 330 | All Torkoal, No Play              |
| 331 | Manectric Charge                  |
| 332 | Delcatty Got Your Tongue          |
| 333 | Disaster of Disguise              |
| 334 | Disguise Da Limit                 |
| 335 | Take The Lombre Home              |
| 336 | True Blue Swablu                  |
| 337 | Gulpin it Down                    |
| 338 | Exploud and Clear                 |
| 339 | Go Go Ludicolo!                   |
| 340 | A Double Dilemma                  |
| 341 | Love, Petalburg Style!            |
| 342 | Balance of Power                  |
| 343 | A Six-Pack Attack!                |
| 344 | The Bicker The Better             |
| 345 | Grass Hysteria!                   |
| 346 | Hokey Pokéballs                   |
| 347 | Whiscash and Ash                  |
| 348 | Me, Myself And Time               |
| 349 | A Fan with a Plan                 |
| 350 | Cruisin' for a Losin'             |
| 351 | Pearls are a Spoink's Best Friend |
| 352 | That's Just Swellow               |
| 353 | Take This House and Shuppet       |
| 354 | A Shroomish Skirmish              |
| 355 | Unfair-Weather Friends            |
| 356 | Who's Flying Now                  |
| 357 | Sky High Gym Battle!              |
| 358 | Lights, Camerupt, Action!         |
| 359 | Crazy as a Lunatone               |
| 360 | The Garden of Eatin'              |
| 361 | A Scare to Remember               |
| 362 | Pokéblock, Stock and Berry        |
| 363 | Lessons in Lilycove               |
| 364 | Judgment Day!                     |

### Sezon 8: Advanced Battle
| Nr. | Titlu                                         |
| --- | --------------------------------------------- |
| 365 | Clamperl of Wisdom                            |
| 366 | The Relicanth Really Can                      |
| 367 | The Evolutionary War                          |
| 368 | Training Wrecks                               |
| 369 | Gaining Groudon                               |
| 370 | The Scuffle of Legends                        |
| 371 | It's Still Rocket Roll to Me]                 |
| 372 | Solid as a Solrock                            |
| -   | Shaking Island Battle! Barboach VS Whiscash!! |
| 373 | Vanity Affair                                 |
| 374 | Where's Armaldo?                              |
| 375 | A Cacturne for the Worse                      |
| 376 | Claydol Big and Tall                          |
| 377 | Once in a Mawile                              |
| 378 | Beg, Burrow and Steal                         |
| 379 | Absol-ute Disaster!                           |
| 380 | Let it Snow, Let it Snow, Let it Snorunt      |
| 381 | Do I Hear A Ralts?                            |
| 382 | The Great Eight Fate!                         |
| 383 | Eight Ain't Enough                            |
| 384 | Showdown at Linoone                           |
| 385 | Who, What, When, Where, Wynaut?               |
| 386 | Date Expectations                             |
| 387 | Mean With Envy                                |
| 388 | Pacifidlog Jam                                |
| 389 | Berry, Berry Interesting                      |
| 390 | Less is Morrison                              |
| 391 | The Ribbon Cup Caper!                         |
| -   | Satoshi and Haruka! Heated Battles in Hoenn!! |
| 392 | Hi Ho Silver Wind!                            |
| 393 | Deceit and Assist                             |
| 394 | Rhapsody in Drew                              |
| 395 | Island Time                                   |
| 396 | Like a Meowth to a Flame                      |
| 397 | Saved by the Beldum                           |
| 398 | From Brags to Riches                          |
| 399 | Shocks and Bonds                              |
| 400 | A Judgment Brawl                              |
| 401 | Choose It or Lose It!                         |
| 402 | At the End of the Fray                        |
| 403 | The Scheme Team                               |
| 404 | The Right Place and the Right Mime            |
| 405 | A Real Cleffa Hanger                          |
| 406 | Numero Uno Articuno                           |
| 407 | The Symbol Life                               |
| 408 | Hooked On Onix                                |
| 409 | Rough, Tough Jigglypuff                       |
| 410 | On Cloud Arcanine                             |
| 411 | Sitting Psyduck                               |
| 412 | Hail to the Chef!                             |
| 413 | Caterpie's Big Dilemma                        |
| 414 | The Saffron Con                               |
| 415 | A Hurdle for Squirtle                         |
| 416 | Pasta La Vista!                               |

### Sezon 9: Battle Frontier
| Nr. | Titlu                                                                         |
| --- | ----------------------------------------------------------------------------- |
| 417 | Fear Factor Phony                                                             |
| 418 | Sweet Baby James                                                              |
| 419 | A Chip Off the Old Brock                                                      |
| 420 | Wheel of Frontier!                                                            |
| 421 | May’s Egg-cellent Adventure!                                                  |
| 422 | Weekend Warrior                                                               |
| 423 | On Olden Pond                                                                 |
| 424 | Tactics Theatrics!!                                                           |
| 425 | Reversing the Charges                                                         |
| 426 | Green Guardian                                                                |
| 427 | From Cradle to Save!                                                          |
| 428 | Time-Warp Heals All Wounds!]                                                  |
| 429 | Queen of the Serpentine!                                                      |
| 430 | Off the Unbeaten Path!                                                        |
| 431 | Harley Rides Again                                                            |
| 432 | Odd Pokémon Out                                                               |
| 433 | Spontaneous Combusken                                                         |
| 434 | Cutting the Ties That Bind                                                    |
| 435 | Ka Boom With a View                                                           |
| 436 | King and Queen for a Day                                                      |
| 437 | Curbing the Crimson Tide                                                      |
| 438 | What I Did For Love                                                           |
| 439 | Three Jynx and a Baby                                                         |
| 440 | Talking a Good Game!                                                          |
| 441 | Second Time's the Charm!                                                      |
| 442 | Pokémon Ranger! Deoxys Crisis! Part. 1 Pokémon Ranger! Deoxys Crisis! Part. 2 |
| 443 | All that Glitters is Not Golden!                                              |
| 444 | New Plot - Old Lot!                                                           |
| 445 | Going for Choke!                                                              |
| 446 | The Ole' Berate and Switch                                                    |
| 447 | Grating Spaces                                                                |
| 448 | Battling the Enemy Within                                                     |
| 449 | Slaking Kong                                                                  |
| 450 | May, We Harley Drew'd Ya!                                                     |
| 451 | Thinning the Hoard!                                                           |
| 452 | Channeling the Battle Zone                                                    |
| 453 | Aipom & Circumstance                                                          |
| 454 | Strategy Tomorrow - Comedy Tonight!                                           |
| 455 | Duels of the Jungle!                                                          |
| 456 | Overjoyed!                                                                    |
| 457 | The Unbeatable Lightness Of Seeing                                            |
| 458 | Pinch Healing!                                                                |
| 459 | Gathering The Gang Of Four                                                    |
| 460 | Pace - The Final Frontier!                                                    |
| 461 | Once More with Reeling                                                        |
| 462 | Home Is Where The Start Is                                                    |

## Pokémon: Diamant și Perlă (Seria 3)

### Sezon 10: Pokémon: Diamant și Perlă
| Nr. | Titlu (engleză)                              | Titlu (română)                             |
| --- | -------------------------------------------- | ------------------------------------------ |
| 463 | Following a Maiden Voyage!                   | Călătoria Unei Domnișoare                  |
| 464 | Two Degrees of Separation!                   | 2 Feluri de Despărțire                     |
| 465 | When Pokémon Worlds Collide                  | Când Lumile Pokémon se Ciocnesc            |
| 466 | Dawn of a New Era!                           | Zorii Unei Epoci Noi                       |
| 467 | Gettin' Twiggy with It!                      | La Drum cu Turtwig                         |
| 468 | Different Strokes for Different Blokes!      | Lovituri Diferite pentru Indivizi Diferiți |
| 469 | Like It or Lup It!                           | Îți Place sau Nu                           |
| 470 | Gymbaliar!                                   | Gymbaliar!                                 |
| 471 | Setting the World on its Buneary!            | Buneary are un Cuvânt de Spus              |
| 472 | Not on My Watch Ya Don't!                    | Nu pe Schimbul Meu                         |
| 473 | Mounting a Coordinator Assault!              | Atacul unui Coordonator                    |
| 474 | Arrival of a Rival!                          | Sosirea unui Rival                         |
| 475 | A Staravia Is Born!                          | Nașterea unui Pokémon Staravia             |
| 476 | Leave It To Brocko!                          | Lăsați pe Seama lui Brocko                 |
| 477 | Shapes of Things to Come!                    | Lucruri pe cale să se întâmple             |
| 478 | A Gruff Act to Follow!                       | Urmează o manifestare dură                 |
| 479 | Wild in the Streets!                         | Nebunie pe Străzi                          |
| 480 | O'er the Rampardos We Watched!               | Am Reușit să Trecem de Rampardos           |
| 481 | Twice Smitten, Once Shy!                     | De 2 ori Smucit și o dată Timid            |
| 482 | Mutiny in the Bounty!                        | Revoltă la Răscumpărare                    |
| 483 | Ya See We Want Evolution!                    | Noi chiar vrem o Evoluție                  |
| 484 | Borrowing on Bad Faith!                      | Împrumut de Voie și de Nevoie              |
| 485 | Faced with Steelix Determination!            | Față în Față cu Puterea lui Steelix        |
| 486 | Cooking Up a Sweet Story!                    | Rețeta unei Povești Dulci                  |
| 487 | Oh Do You Know the Poffin Plan!              | Știți Cumva care e Planul Poffin           |
| 488 | Getting the Pre-Contest Titters!             | Amuzament de dinaintea Concursului         |
| 489 | Settling a Not-So-Old Score!                 | Reglarea unui Scor mai Vechi               |
| 490 | Drifloon on the Wind!                        | Pokémonul Drifloon și Vântul Năprasnic     |
| 491 | The Champ Twins!                             | Gemenii din Tabără                         |
| 492 | Some Enchanted Sweetening!                   | O Mireasmă Vrăjită                         |
| 493 | The Grass-Type is Always Greener!            | Pokémonul de Iarbă e mereu mai Verde       |
| 494 | An Angry Combeenation!                       | O Combinație Supărătoare                   |
| 495 | All Dressed Up with Somewhere to Go!         | Îmbrăcați de Gală                          |
| 496 | Buizel Your Way Out of This!                 | La Vânătoare de Buizel                     |
| 497 | An Elite Meet and Greet                      | O Întâlnire de Elită                       |
| 498 | A Secret Sphere of Influence                 | O Sferă Secretă de Influență               |
| 499 | The Grass Menagerie                          | Menajeria de Iarbă                         |
| 500 | One Big Happiny Family                       | O Familie Mare și Fericită                 |
| 501 | Steamboat Willies                            | Vapor în Derivă                            |
| 502 | Top-Down Training                            | Antrenament de Elită                       |
| 503 | A Stand Up Sit Down                          |                                            |
| 504 | The Electrike Company                        |                                            |
| 505 | Malice in Wonderland!                        |                                            |
| 506 | Mass Hip-po-sis!                             |                                            |
| 507 | Ill-Will Hunting                             |                                            |
| 508 | A Maze-ing Race!                             |                                            |
| 509 | Sandshrew's Locker!                          |                                            |
| -   | Satoshi and Hikari! Head for a New Adventure |                                            |
| 510 | Dawn's Early Night!                          |                                            |
| 511 | Tag! We're It...!                            |                                            |
| 512 | Glory Blaze                                  |                                            |
| 513 | Smells Like Team Spirit!                     |                                            |

### Sezon 11: Diamond and Pearl: Battle Dimension
| Nr. | Titlu (engleză)                                | Titlu (română)                                    |
| --- | ---------------------------------------------- | ------------------------------------------------- |
| 514 | Tears for Fears                                | Lacrimi de Supărare                               |
| 515 | Once There Were Greenfields                    |                                                   |
| 516 | Throwing the Track Switch                      | Un Schimb Neașteptat                              |
| 517 | The Keystone Pops                              | Duhul din Zidul Crăpat                            |
| 518 | Bibarel Gnaws Best                             | Bibarel e cel mai Mare Rozător                    |
| 519 | Nosing 'Round the Mountain                     | Aventuri pe Munte                                 |
| 520 | Luxray Vision                                  | Viziunea lui Luxray                               |
| 521 | Journey to the Unown                           | Călătorie spre Necunoscut                         |
| 522 | Team Shocker                                   | Echipa Șocantă                                    |
| 523 | Tanks for the Memories                         |                                                   |
| 524 | Hot Springing a Leak                           | Un Izvor Termal cu Probleme                       |
| 525 | Riding the Winds of Change                     | Pe Aripile Schimbării                             |
| 526 | Sleight of Sand                                | Magie cu Nisip                                    |
| 527 | Lost Leader Strategy                           | Un Șef de Arenă cu Probleme                       |
| 528 | Crossing the Battle Line                       | Pe Terenul Arenei                                 |
| 529 | A Triple Fighting Chance                       |                                                   |
| 530 | Enter Galactic                                 | Echipa Galactică la Orizont                       |
| 531 | The Bells Are Singing                          | Clopoțeii Cântători                               |
| 532 | Pokemon Ranger and the Kidnapped Riolu! Part 1 |                                                   |
| 533 | Pokemon Ranger and the Kidnapped Riolu! Part 2 |                                                   |
| 534 | Crossing Paths                                 |                                                   |
| 535 | Pika and Goliath                               |                                                   |
| 536 | Our Cup Runneth Over                           |                                                   |
| 537 | A Full Course Tag Battle                       |                                                   |
| 538 | Staging A Heroes' Welcome                      |                                                   |
| 539 | Pruning a Passel of Pals                       |                                                   |
| 540 | Strategy With a Smile                          |                                                   |
| 541 | The Thief That Keeps on Thieving               |                                                   |
| 542 | Chim-Charred                                   |                                                   |
| 543 | Cream of the Croagunk Crop                     |                                                   |
| 544 | A Crasher Course in Power                      |                                                   |
| 545 | Hungry For the Good Life                       |                                                   |
| 546 | Fighting Fear With Fear                        |                                                   |
| 547 | Arriving in Style                              |                                                   |
| 548 | The Psyduck Stops Here                         |                                                   |
| 549 | Camping it Up                                  |                                                   |
| 550 | Up Close and Personable                        |                                                   |
| 551 | Ghoul Daze                                     | Fantoma cea Rea                                   |
| 552 | One Team, Two Team, Red Team, Blue Team        | Echipa 1, Echipa 2, Echipa Roșie, Echipa Albastră |
| 553 | A Lean Mean Team Rocket Machine                | O Nouă Mașinărie Meschină de la Echipa Racheta    |
| 554 | Playing The Leveling Field                     |                                                   |
| 555 | Doc Brock                                      |                                                   |
| 556 | Battling the Generation Gap                    | Bătălia dintre Generații                          |
| 557 | Losing Its Lustrous                            | O Strălucire Pierdută                             |
| 558 | Double Team Turnover                           |                                                   |
| 559 | If the Scarf Fits, Wear It                     |                                                   |
| 560 | A Trainer and Child Reunion                    | O Reuniune între un Antrenor și un Copil          |
| 561 | Aiding the Enemy                               | Ajutor pentru Adversar                            |
| 562 | Barry's Busting Out All Over                   | Barry și Încrederea sa Nemărginită                |
| 563 | Shield With A Twist                            | Un Scut Norocos                                   |
| 564 | Jumping Rocket Ship                            | În Balonul Echipei Racheta                        |
| 565 | Sleepless in Pre-Battle                        | Insomnia de Dinaintea Luptei                      |

### Sezon 12: Pokémon: Diamant și Perlă: Bătăliile Galactice
| Nr. | Titlu (engleză)                            | Titlu (română)                      |
| --- | ------------------------------------------ | ----------------------------------- |
| 566 | Get Your Rotom Running!                    | Goana după Tartină                  |
| 567 | A Breed Stampede!                          | Transformare cu Probleme            |
| 568 | Ancient Family Matters!                    | Vechi Afaceri de Familie            |
| 569 | Dealing With Defensive Types!              | O Luptă de Tip Defensiv             |
| 570 | Leading A Stray!                           | Pokémonul la Nevoie se Cunoaște     |
| 571 | Steeling Peace of Mind!                    | Furând Liniștea Minții              |
| 572 | Saving the World from Ruins!               | Salvând Lumea de la Ruine           |
| 573 | Cheers on Castaways Isle!                  | Voie Bună cu Naufragiații           |
| 574 | Hold the Phione!                           | Ochii pe Phione                     |
| 575 | Another One Gabites the Dust!              | Încă un Gabite Prăpădit             |
| 576 | Stealing the Coversation!                  | Furând Vorba din Gură               |
| 577 | The Drifting Snorunt!                      | Un Snorunt în Derivă                |
| 578 | Noodles: Roamin' Off!                      | Fiecare cu Tăiețeii Lui             |
| 579 | Pursuing a Lofty Goal!                     | Pentru o Cauză Nobilă               |
| 580 | Trials and Adulations!                     | Tot Felul de Încercări              |
| -   | The Mysterious Creatures, Pocket Monsters! |                                     |
| 581 | The Lonely Snover!                         | Snover cel Singuratic               |
| 582 | Stopped in the Name of Love!               | Oprit în Numele Iubirii             |
| 583 | Old Rivals, New Tricks!                    | Vechi Rivali, Noi Trucuri           |
| 584 | To Thine Own Pokémon Be True!              | O Prietenie Adevărată               |
| 585 | Battling a Cute Drama!                     | O Bătălie Neobișnuită               |
| 586 | Classroom Training!                        | Antrenament în Sala de Clasă        |
| 587 | Sliding Into Seventh!                      | Luptând pentru a 7-a Insignă        |
| 588 | A Pyramiding Rage!                         | Calmul Învinge Furia                |
| 589 | Pillars of Friendship!                     | Piloni ai Prieteniei                |
| 590 | Frozen on Their Tracks!                    | Roșu la Semafor                     |
| 591 | Pedal to the Mettle!                       | Arată ce Poți                       |
| 592 | Evolving Strategies!                       | Strategii Evoluate                  |
| 593 | Uncrushing Defeat!                         | Înviorare după Înfrângere           |
| 594 | Promoting Healthy Tangrowth!               | Pentru o Creștere Sănătoasă         |
| 595 | Beating the Bustle and Hustle!             | Joacă și Joc, Liniște Deloc         |
| 596 | Gateway to Ruin!                           | Poarta Către Ruine                  |
| 597 | Three Sides to Every Story                 | 3 Laturi într-un Triunghi           |
| 598 | Strategy Begins at Home!                   | Curajul se Moștenește               |
| 599 | A Faux Oak Finish!                         | Adevărul Iese Întotdeauna la Iveală |
| 600 | Historical Mystery Tour                    | Misteriosul Tur Istoric             |
| 601 | Challenging a Towering Figure              | Bătălie cu un Geniu                 |
| 602 | Where No Togepi Has Gone Before!           | Călătorind prin Spațiu              |
| 603 | An Egg Scramble!                           | Un Ou cu Surprize                   |
| 604 | Gone With the Windworks!                   | Pe Aripile Electricității           |
| 605 | A Rivalry to Gible On!                     | Un Gible la Colecție                |
| 606 | Dressed for Jess Success!                  | Deghizare cu Noroc                  |
| 607 | Bagged Then Tagged!                        | Munca în Echipă, Cheia Succesului   |
| 608 | Try for the Family Stone!                  | O Competiție în Familie             |
| 609 | Sticking with Who You Know!                | Rămăi Lipit de Prieteni             |
| 610 | Unlocking the Red Chain of Events!         | Planuri Galactice Periculoase       |
| 611 | The Needs of the Three!                    | Cei 3 Pokémoni Legendari            |
| 612 | The Battle Finale of Legend!               | Bătălia pentru Legende              |
| 613 | The Treasure Is All Mine!                  | Comoara Este a Mea                  |
| 614 | Mastering Current Events!                  | Vântul, Cheia Succesului            |
| 615 | Double-Time Battle Training!               | Antrenamente cu Imaginație          |
| 616 | A Meteoric Rise to Excellence!             | Ascensiune Către Excelență          |
| 617 | Gotta Get a Gible!                         | Vreau să Prind un Gible             |

### Sezon 13: Diamond and Pearl: Sinnoh League Victors
| Nr. | Titlu                                     |
| --- | ----------------------------------------- |
| 618 | Regaining the Home Advantage!             |
| 619 | Short and to the Punch!                   |
| 620 | A Marathon Rivalry!                       |
| 621 | Yes, in Dee Dee It's Dawn!                |
| 622 | Playing the Performance Encore!           |
| 623 | Fighting Ire with Fire!                   |
| 624 | Piplup, Up and Away!                      |
| 625 | Flint Sparks the Fire!                    |
| 626 | The Fleeing Tower of Sunyshore!           |
| 627 | Teaching the Student Teacher              |
| 628 | Keeping in Top Forme!                     |
| 629 | Pokémon Ranger: Heatran Rescue!           |
| 630 | An Elite Coverup!                         |
| 631 | Dawn of a Royal Day!                      |
| 632 | With the Easiest of Grace!                |
| 633 | Dealing with a Fierce Double Ditto Drama! |
| 634 | Last Call, First Round!                   |
| 635 | Opposites Interact!                       |
| 636 | Coming Full Festival Circle!              |
| 637 | A Grand Fight for Winning!                |
| 638 | For the Love of Meowth!                   |
| 639 | The Eighth Wonder of the Sinnoh World!    |
| 640 | Four Roads Diverged in a Pokémon Port!    |
| 641 | Bucking the Treasure Trend!               |
| 642 | An Old Family Blend!                      |
| 643 | League Unleashed!                         |
| 644 | Casting a Paul on Barry!                  |
| 645 | Working on a Right Move!!                 |
| 646 | Familiarity Breeds Strategy!              |
| 647 | A Real Rival Rouser!                      |
| 648 | Battling a Thaw in Relations!             |
| 649 | The Semi-Final Frontier                   |
| 650 | The Brockster Is In!                      |
| 651 | Memories Are Made of Bli                  |

## Pokémon: Best Wishes! (Seria 4)

### Sezon 14: Black & White
| Nr. | Titlu                                                    |
| --- | -------------------------------------------------------- |
| 652 | In the Shadow of Zekrom!                                 |
| 653 | Enter Iris and Axew!                                     |
| 654 | A Sandile Gusher of Change                               |
| 655 | The Battle Club and Tepig's Choice!                      |
| 656 | Triple Leaders, Team Threats                             |
| 657 | Dreams by the Yard Full                                  |
| 658 | Snivy Plays Hard to Catch!                               |
| 659 | Saving Darmanitan from the Bell!                         |
| 660 | The Bloom Is on Axew!                                    |
| 661 | A Rival Battle for Club Champ!                           |
| 662 | A Home for Dwebble                                       |
| 663 | Here Comes the Trubbish Squad                            |
| 664 | Minccino–Neat and Tidy                                   |
| 665 | A Night in the Nacrene City Museum                       |
| 666 | The Battle According to Lenora                           |
| 667 | Rematch at the Nacrene Gym                               |
| 668 | Scraggy–Hatched to Be Wild                               |
| 669 | Sewaddle and Burgh in Pinwheel Forest                    |
| 670 | A Connoisseur's Revenge!                                 |
| 671 | Dancing with the Ducklett Trio!                          |
| 672 | The Lost World of Gothitelle!                            |
| 673 | A Venipede Stampede                                      |
| -   | Team Rocket vs. Team Plasma! (Part 1)                    |
| -   | Team Rocket vs. Team Plasma! (Part 2)                    |
| 674 | Battling for the Love of Bug-Types!                      |
| 675 | Emolga the Irresistible!                                 |
| 676 | Emolga and the New Volt Switch!                          |
| 677 | Scare at the Litwick Mansion!                            |
| 678 | The Dragon Master's Path!                                |
| 679 | Oshawott's Lost Scalchop!                                |
| 680 | Cottonee in Love!                                        |
| 681 | A UFO for Elgyem!                                        |
| 682 | Ash and Trip's Third Battle!                             |
| 683 | Facing Fear with Eyes Wide Open!                         |
| 684 | Iris and Excadrill Against the Dragon Buster!            |
| 685 | Gotta Catch a Roggenrola!                                |
| 686 | Where Did You Go, Audino?                                |
| 687 | Archeops in the Modern World!                            |
| 688 | A Fishing Connoisseur in a Fishy Competition!            |
| 689 | Movie Time! Zorua in 'The Legend of the Pokémon Knight'! |
| 690 | Reunion Battles in Nimbasa!                              |
| 691 | Cilan Versus Trip, Ash Versus Georgia!!                  |
| 692 | The Club Battle Hearts of Fury: Emolga Versus Sawk!      |
| 693 | The Club Battle Finale: A Heroes Outcome!                |
| 694 | Meowth's Scrafty Tactics!                                |
| 695 | Purrloin: Sweet or Sneaky?                               |
| 696 | Beheeyem, Duosion, and the Dream Thief!                  |
| 697 | The Beartic Mountain Feud!                               |
| 698 | Crisis from the Underground Up!                          |
| 699 | Battle for the Underground!                              |

### Sezon 15: Black & White: Rival Destinies
| Nr. | Titlu                                  |
| --- | -------------------------------------- |
| 700 | Enter Elesa, Electrifying Gym Leader!  |
| 701 | Dazzling the Nimbasa Gym!              |
| 702 | Lost at the Stamp Rally!               |
| 703 | Ash Versus the Champion!               |
| 704 | A Maractus Musical!                    |
| 705 | The Four Seasons of Sawsbuck!          |
| 706 | Scraggy and the Demanding Gothita!     |
| 707 | The Lonely Deino!                      |
| 708 | The Mighty Accelguard to the Rescue!   |
| 709 | A Call for Brotherly Love!             |
| 710 | Stopping the Rage of Legends! (Part 1) |
| 711 | Stopping the Rage of Legends! (Part 2) |

## Sezon special: Chronicles
| Nr. | Titlu                                                                                      |
| --- | ------------------------------------------------------------------------------------------ |
| 1   | The Legend of Thunder Part. 1                                                              |
| 2   | The Legend of Thunder Part. 2                                                              |
| 3   | The Legend of Thunder Part. 3                                                              |
| 4   | Pikachu's Winter Vacation - Delibird's Dilemma Pikachu's Winter Vacation - Snorlax Snowman |
| 5   | A Family That Battles Together Stays Together!                                             |
| 6   | Cerulean Blues                                                                             |
| 7   | We're No Angels!                                                                           |
| 8   | Showdown At The Oak Corral                                                                 |
| 9   | The Blue Badge Of Courage                                                                  |
| 10  | Oaknapped!                                                                                 |
| 11  | A Date With Delcatty                                                                       |
| 12  | Celebi And Joy!                                                                            |
| 13  | Training Daze                                                                              |
| 14  | Journey To The Starting Line!                                                              |
| 15  | Putting The Air Back In Aerodactyl!                                                        |
| 16  | Luvdisc Is A Many Splendored Thing!                                                        |
| 17  | Those Darn Electabuzz!                                                                     |
| 18  | The Search For The Legend                                                                  |
| 19  | Of Meowth And Pokémon A Little Skitty                                                      |
| 20  | Trouble In Big Town                                                                        |
| 21  | Big Meowth, Little Dreams Piece'a Pizza Peace Pizzazz                                      |
| 22  | Pikachu’s Winter Vacation - Christmas Night Pikachu's Winter Vacation - Ice Games          |